# Macchwariszi
Macchwariszi (gruz. მაცხვარიში) – wieś w Gruzji, w regionie Megrelia-Górna Swanetia, w gminie Mestia. W 2014 roku liczyła 185 mieszkańców.